# Analecta Cisterciensia

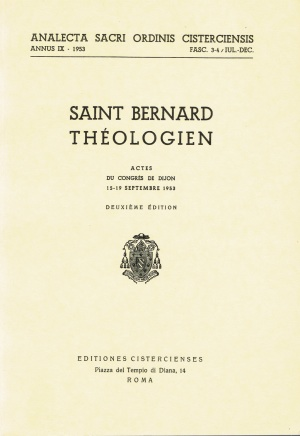
Cubierta de la edición de 1953 de Analecta Sacri Ordinis Cisterciensis, dedicado al VIII centenario de la muerte de Bernardo de Claraval, gran difusor de la Orden cisterciense.

Analecta Cisterciensia (abreviado como ACi) es una publicación científica y multilingüe de la Orden cisterciense, dedicada a asuntos relacionados con el Císter. Se comenzó a publicar en 1945 con el título de Analecta Sacri Ordinis Cisterciensis, nombre que mantuvo hasta 1964. No tiene periodicidad fija, pero tiende a publicarse un título por año.
Entre 1968 y 2007 el editor fue el padre Polkarp Zakar (abad del monasterio de Zirc y abad general emérito de la Orden Cisterciense). Zakar impulsó la publicación de estudios referidos a la época contemporánea y no solo al pasado, como había sido habitual en la revista. Otras revistas, como Collectanea Cisterciensia, Cîteaux (Commentarii cistercienses), Cistercian Studies Quarterly, Cistercium, Cistercienser Chronik o Rivista Cistercense, están más centradas en estudios históricos medievales o en el estudio de las obras espirituales de los miembros de la orden. A partir de 2008 y hasta 2020, el editor de ACi fue el padre Alkuin Schachenmayr, historiador.